# Messor barbarus
Messor barbarus es una especie de hormiga, de la subfamilia Myrmicinae, recolectora de semillas. Es común en la península ibérica, en el Mediodía francés, en Italia y en Marruecos. Otras especies próximas se extienden por los otros países mediterráneos y por el Medio Oriente.

## Descripción

### Descripción morfológica general
- Aislados (peciolo y pospeciolo) formados por el segundo y tercer segmentos abdominales entre el mesosoma y el gastro.
- Sutura promesonotal presente, no flexible.
- Pospeciolo articulado en la superficie ventral del primer segmento gastral. Gastro no en forma de corazón y sin capacidad para doblarse sobre el mesosoma.
- Antenas de once o doce segmentos, maza formada por tres o más artejos sin ella.
- Ojos ovales, ubicados lejos de la inserción mandibular.
- Mandíbulas más o menos triangulares dentadas en el borde masticador.
- Sin arista en el margen de la cabeza.
- Pospeciolo sin proyección ventral.
- Bordes clipeales no elevados. Pronoto redondeado anterolateralmente en las especies europeas. Aguijón simple
- Antenas sin maza antenal o con está formada por cuatro o cinco segmentos.
- Gastro sin canal longitudinal dorsal, borde anterior del clípeo sin emarginar, mandíbulas robustas y dentadas.
- Mandíbulas redondeadas en su parte externa. Dimórficas. Cabeza rectangular.
- Primer artejo del funículo más o menos rectangular y aplanado, más largo que el segundo. Espolones simples en las tibias II y III.
- Gula y mandíbulas con numerosas quetas desiguales y no dispuestos en forma de cesta.
- Clípeo dentado en su borde anterior. En vista frontal, la cabeza puede presentar quetas erectas en la parte superior de la cabeza, pero está desprovista de ellas en las genas. Escultura más débil, en particular en la cabeza que puede ser en gran parte lisa.
- Primer artejo del funículo como máximo 1,5 veces mayor que el segundo.
- Propodeo redondeado en vista de perfil; las obreras mayores alcanzan los 11 mm. y tienen la cabeza de un color rojizo, con el resto del cuerpo negro; las minor presentan el cuerpo completamente negro.[2]
- No presenta aguijón.

### Castas(Terminología de Michener, 1974)
- Ginas: Hembras reproductoras o reinas potenciales.
- Obreras:
  - Obreras menores (minor). Llevan el alimento a la colonia.
  - Obreras medias, a veces ayudan a los soldados en la defensa de la colonia.
  - Obreras mayores (soldados/major), se encargan de la defensa de la colonia y de machacar las semillas de mayor tamaño y resistencia.
- Machos:
  - Zánganos, machos fértiles, se encargan de la fecundación de las ginas, para convertirlas en reinas.

## Comportamiento

### Desarrollo de la colonia y del nido

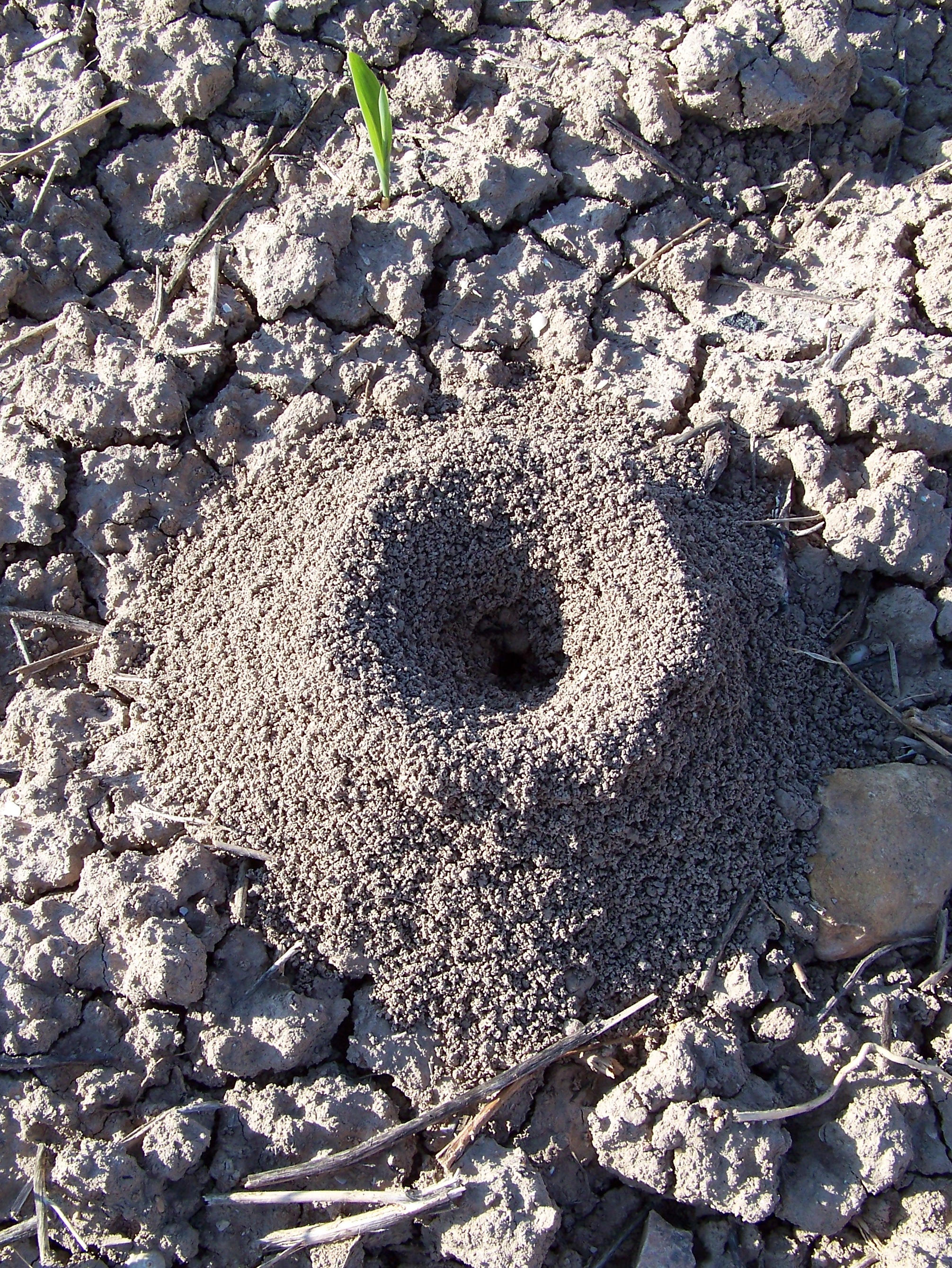
Cono exterior del nido.

En el otoño la reina recién fecundada se entierra unos centímetros y se encierra; tiene reservas para un año metabolizando los músculos alares y las reservas de grasa; debe madurar los órganos ponedores durante el invierno, y en marzo-abril empezará la puesta, de la que irá consumiendo algunas larvas hasta conseguir sacar adelante unas pequeñas cuidadoras, que se dedicarán a cuidar la cría; estas cuidadoras inhiben el nacimiento de su propia casta y nacerá alguna pequeña exploradora, algo más grande e inquieta, que abrirá el nido y saldrá en busca de alimento; dada la fuerte competencia intraespecie que tiene la Messor barbarus los nidos jóvenes son tímidos y pasan la mayor parte del tiempo encerrados el primer año; el segundo año aumenta el número de exploradoras y cuando se llega a unas cincuenta obreras aparece una casta de obreras capaz de mantener limpio un granero. A partir de este momento la población aumenta radicalmente; se amplia el nido en profundidad y se aíslan partes del mismo depositando excrementos en las paredes y techo de las cámaras; aparecen nuevas castas medianas de buen olfato que reconocen por primera vez a hormigas de otros nidos, exploradoras de mayor tamaño, y alguna pequeña cabezona; el tercer año es el año de la búsqueda de recursos, la colonia necesita alimento y establece sus primeros caminos, aparecen más cabezonas, más cuidadoras de granero, vigilantes en las entradas, y alguna pequeña soldado agresiva que frecuenta los caminos; cada vez que llueve aumenta la agresividad de todas las obreras hacia obreras de otros nidos de Messor barbarus, ya que se han borrado las pistas de olor y los territorios han de establecerse de nuevo; comienza las refriegas con otros nidos, y al comienzo del verano las primeras guerras totales para eliminar competencia: las obreras forman un camino directo hasta el nido más cercano y se enzarzan en lucha a muerte hasta conseguir entrar en el nido, solo lo hacen cuando están seguras de su superioridad así que deben de tener algún sistema para contar el número de cabezones con el que cuenta el otro nido, que es un indicador de la edad y los recursos; durante el verano nacen los primeros supercabezones, auténticos molinos y forzudos con apenas olfato que abren semillas duras y mueven piedras, necesitan del resto de hormigas para poder alimentarse, es el comienzo de un nido estable.
Duermen por turnos, rebajan el metabolismo hasta permanecer inmóviles y siempre en el suelo guardando las distancias. Hay una densidad constante de hormigas en reposo, este es el gatillo para aumentar o disminuir el tamaño del nido: la densidad de hormigas. Cuando se supera se inicia el movimiento de tierra, una casta de obreras multitarea que andan por el nido a la espera de hacer alguna actividad que se necesite enseguida, se imitan unas a otras y comienza el trabajo organizado: vierten la tierra al exterior en una forma volcánica característica, elevan la altura de la entrada y esto les sirve para regular la ventilación del nido. Cuando llueve abren pequeñas aberturas a lo largo de galerías superficiales más bajas que la entrada del nido; el aire paralelo a la superficie aumenta la velocidad a mayor distancia de esta y así crean una diferencia de presión entre las ventanas a distinta altura del suelo, controlando la ventilación y por tanto la evaporación de humedad.
La distribución del nido es dinámica, y en él varían las condiciones de humedad, temperatura, ventilación a lo largo del día y de las estaciones. La reina tiende siempre a bajar, y permanecer en las partes más profundas del nido. Pueden aprovechar alguna piedra que tenga gran capacidad calorífica para desarrollar más rápido la cría en tiempos fríos o de competencia con otros nidos cercanos. La cría prácticamente se detiene en invierno, tan solo se mantienen una producción de larvas que bien pudiera ser una reserva de nutrientes a consumir en épocas de escasez, o que sean productoras de alguna sustancia útil para ellas, es decir, que las larvas pudieran transformar alimentos en sustancias que las obreras no puedan sintetizar y las hiciera dependientes de ellas, liberando así a las obreras de mantener más funciones en el cuerpo.

### Alimentación

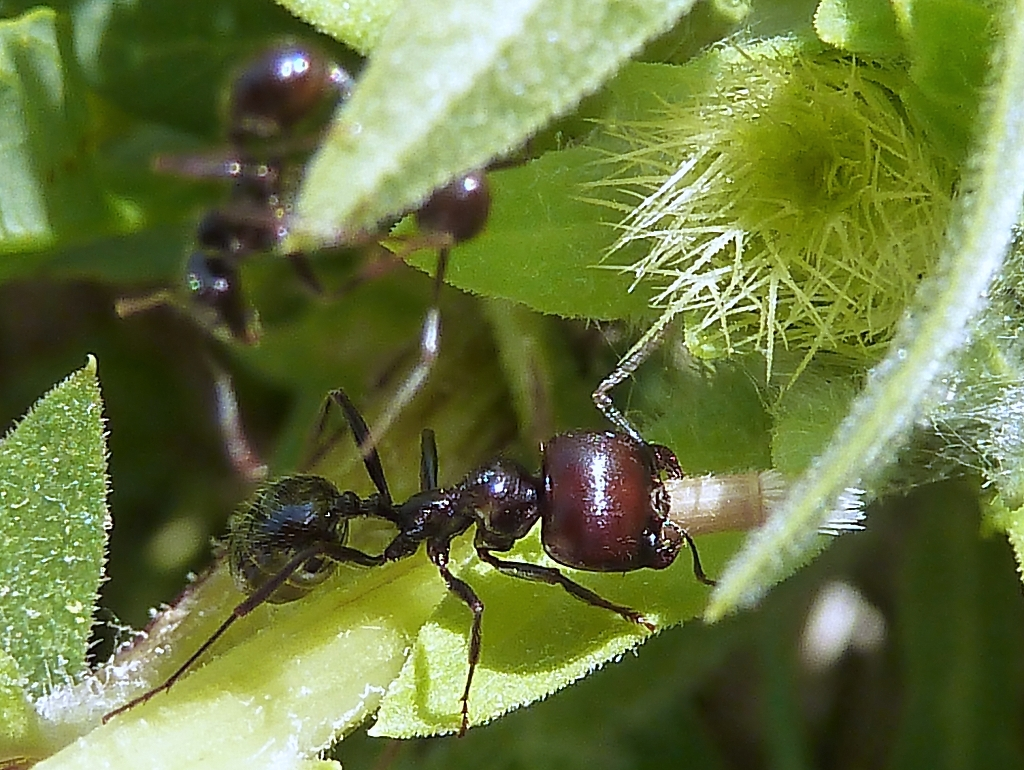
Soldado llevándose al hormiguero una cipsela con eleosoma de Centaurea pullata.

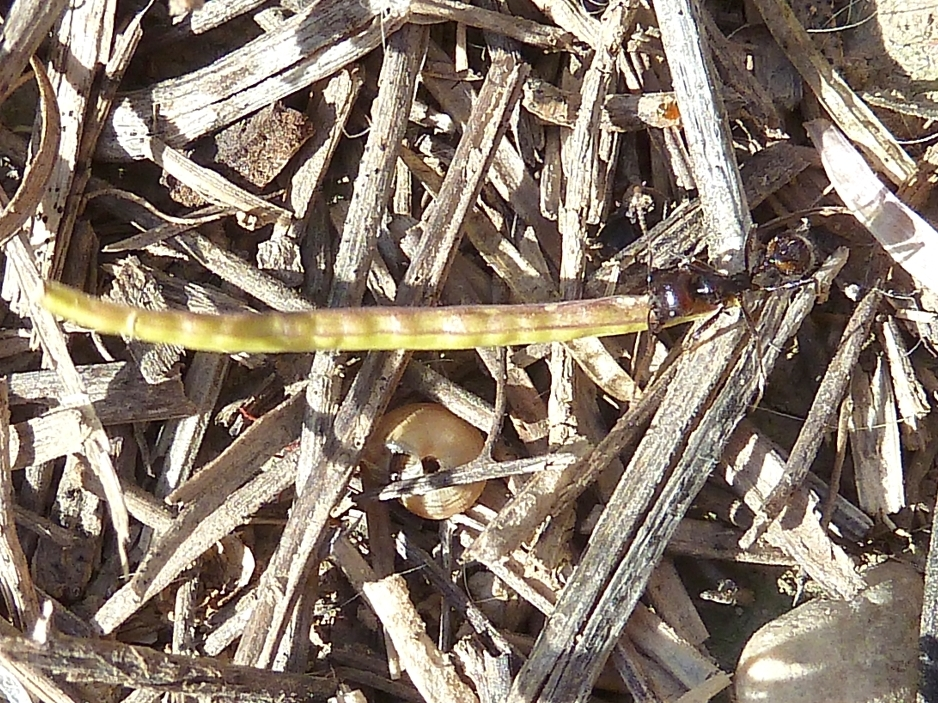
Cabezona llevándose una silicua de Moricandia arvensis.

Las colonias salvajes de M. barbarus son fundamentalmente granívoras. Las obreras se encargan de recolectar granos y trasportarlos al nido almacenándolos en el granero. Para alimentarse una obrera va hasta el granero, y trae una semilla que abre en la sala de cría quitándole la cáscara. Muchas veces trabajando en equipo varias obreras vierten jugos digestivos en ella y en una cadena de distintas obreras la van convirtiendo en una papilla, comúnmente denominada "pan de hormiga",  de la que se irán alimentando todas las obreras, comiendo en grupo. Las larvas no se mueven, son alimentadas por trofalaxia por las obreras. Cuando un alimento es apreciado una obrera se hace cargo de él, se cuelga de una pared sujetándolo con las mandíbulas y permanece así días sin que el alimento toque las paredes ni el suelo, y dejando que las obreras que quieran comer de él lo hagan, sin soltarlo nunca, hasta que otra obrera la releva.

### Higiene
La limpieza es una actividad que se realiza de forma continua, las obreras limpian las larvas y se limpian entre sí continuamente, a veces varias a una. Cada vez que regresa una exploradora es sometida a una limpieza exhaustiva, las mismas obreras al reconocer la cercanía del nido comienzan a limpiarse para evitar la introducción de ácaros y hongos al interior.

### Reproducción
M. barbarus es una especie monogínica, es decir hay una sola reina por colonia, que es la única encargada de poner huevos y así originar todos los individuos de la colonia. La reina se aparea una única vez con un macho guardando el semen de este en una espermateca.

## Distribución
Es común en la península ibérica, costa mediterránea francesa y norte de la península itálica.

## Taxones infraespecíficos
Actualmente se reconocen seis subespecies:
- M. barbarus gallaoides
- M. barbarus mediosanguineus
- M. barbarus politus
- M. barbarus sahlbergi
- M. barbarus santschii
- M. barbarus varrialei[3]

## Sinonimia
- Messor binodis Smith, 1858
- Messor megacephala Mayr, 1863
- Messor rufitarsis Roger, 1863
- Messor ambiguus Collingwood, 1978
- Messor sordida Cagniant & Espadaler, 1998[3]